# Sanctuaire de Montenero
Le sanctuaire Notre-Dame-des-Grâces de Livourne (en italien : santuario della Madonna delle Grazie), aussi connu sous le nom de sanctuaire de Montenero (santuario di Montenero) en raison de sa situation sur le mont Nero, est un complexe religieux de l’Église catholique situé à Livourne, en Italie centrale.
Le complexe a été élevé aux rangs de basilique mineure en 1818 et de sanctuaire diocésain en 2015. Il est entretenu par les moines vallombrosains, est consacré à Notre Dame des Grâces de Montenero, patronne de la Toscane. Il comprend également une riche galerie d’ex-votos

## Histoire
En 1603, pour commémorer une légende, une petite chapelle a été construite au début de la route qui mène au sanctuaire. 
En 1956, elle est remplacée par une église plus grande. Les moines théatins ont agrandi le sanctuaire. 
Entre la fin du XVIe et début du  XVIIe siècle, un atrium ovale a été ajouté au complexe et richement décoré. 
Après la suppression des ordres religieux par Léopold II empereur du Saint-Empire, le sanctuaire tombe en ruine, puis est restauré par la suite.

## Lefamedio
Le famedio un portique comportant les tombes de personnages livournais illustres :
Francesco Domenico Guerrazzi, Enrico Pollastrini, Carlo Bini (it), Giovanni Fattori et Paolo Emilio Demi (it).
On trouve deux stèles en mémoire d’Amedeo Modigliani et de Pietro Mascagni, enterrés respectivement à Paris et au cimetière de la Miséricorde de Livourne.

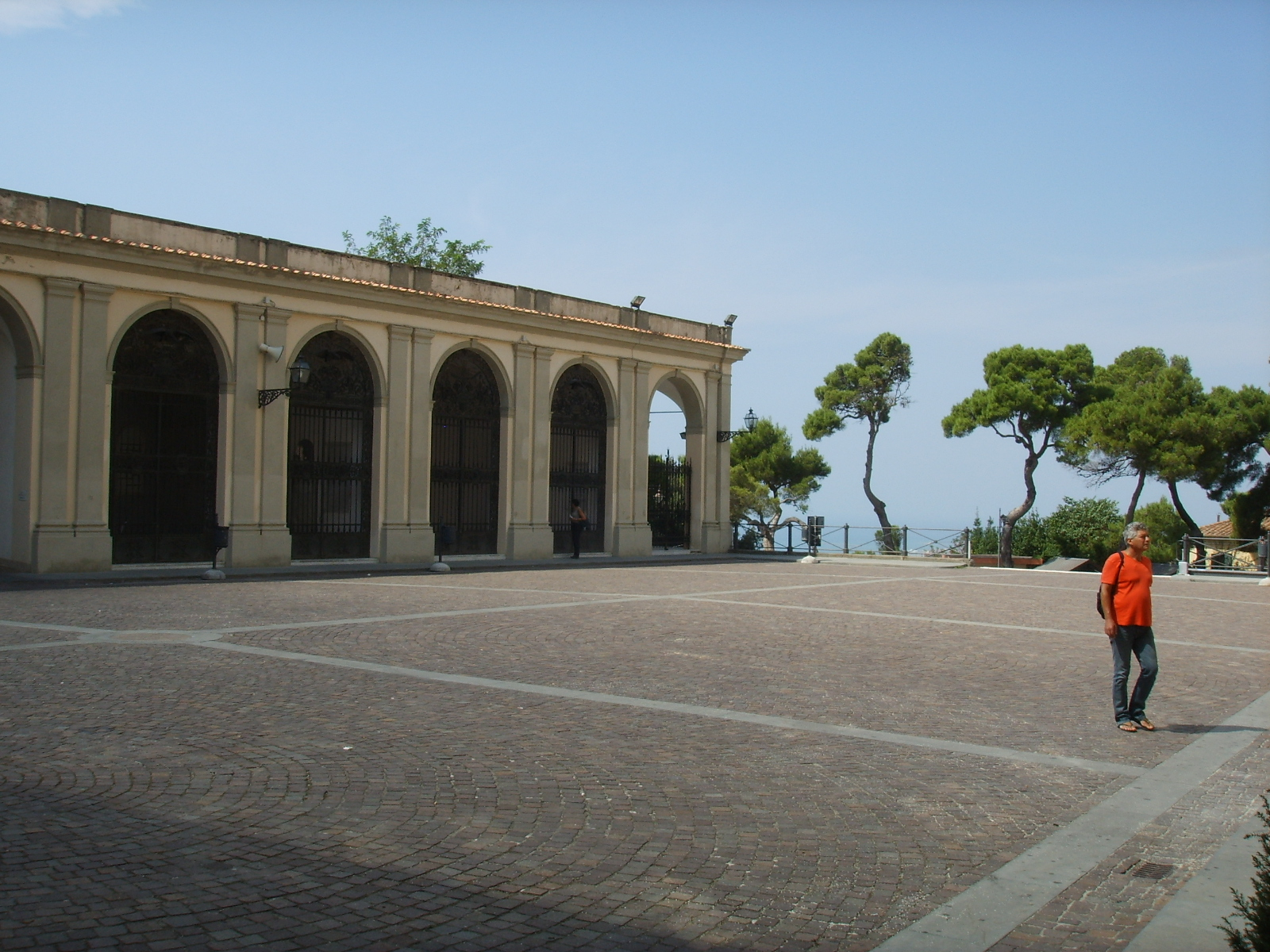
La place et le famedio.
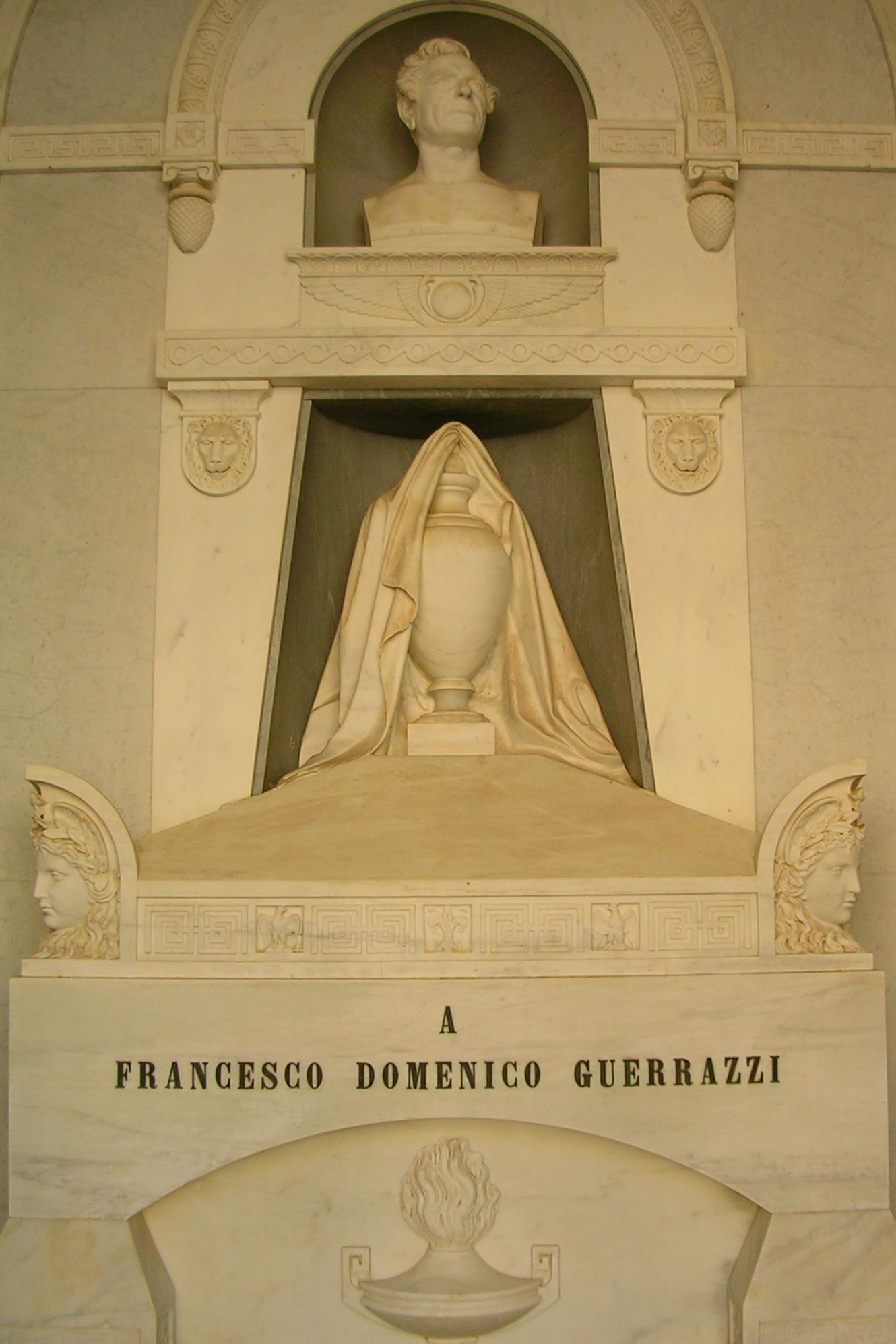
Tombe de Guerrazzi.

## Les grottes
La présence de grottes creusées dans la colline derrière le sanctuaire est attestée depuis l’Antiquité. Au début du XXe siècle elles ont été creusées par une entreprise d’excavation, qui a obtenu la permission d’extraire de la pierre. Elles ont servi d’abri au cours de la Seconde Guerre mondiale. Consolidées en 1971 elles sont ouvertes aux visiteurs du sanctuaire.

## Galerie de photos

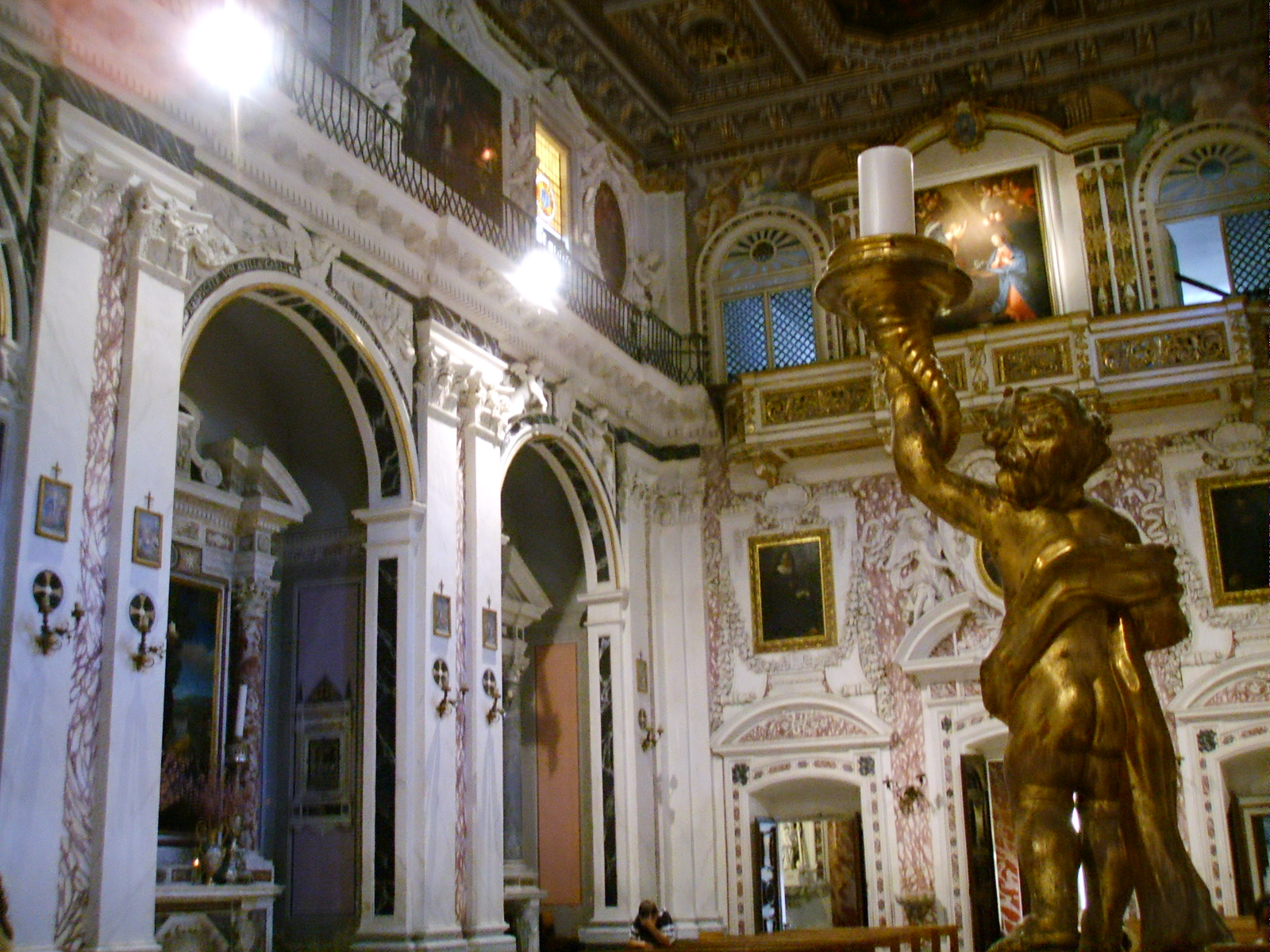
Intérieur de la basilique.
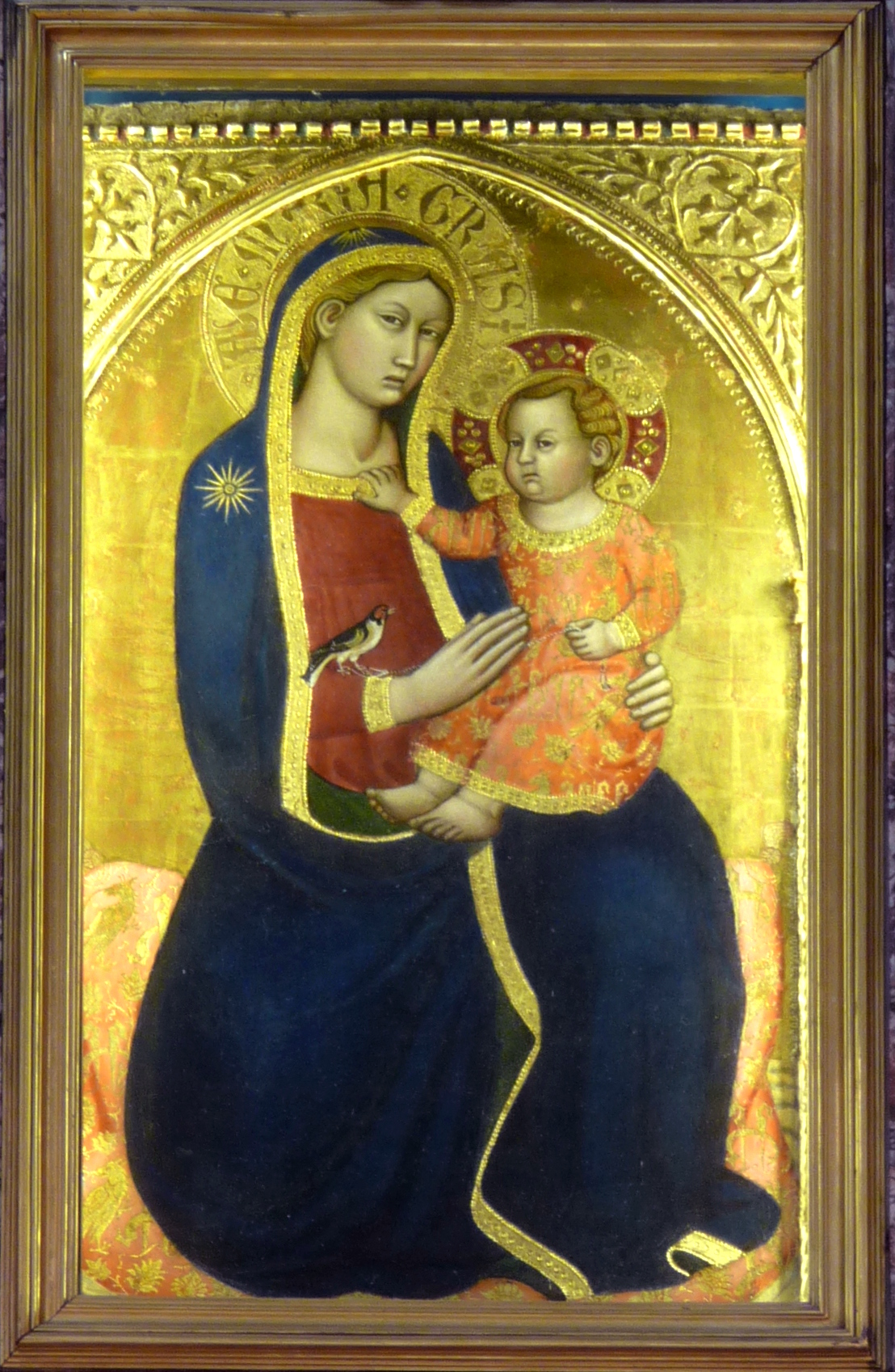
La Madonna di Montenero de Jacopo di Michele.
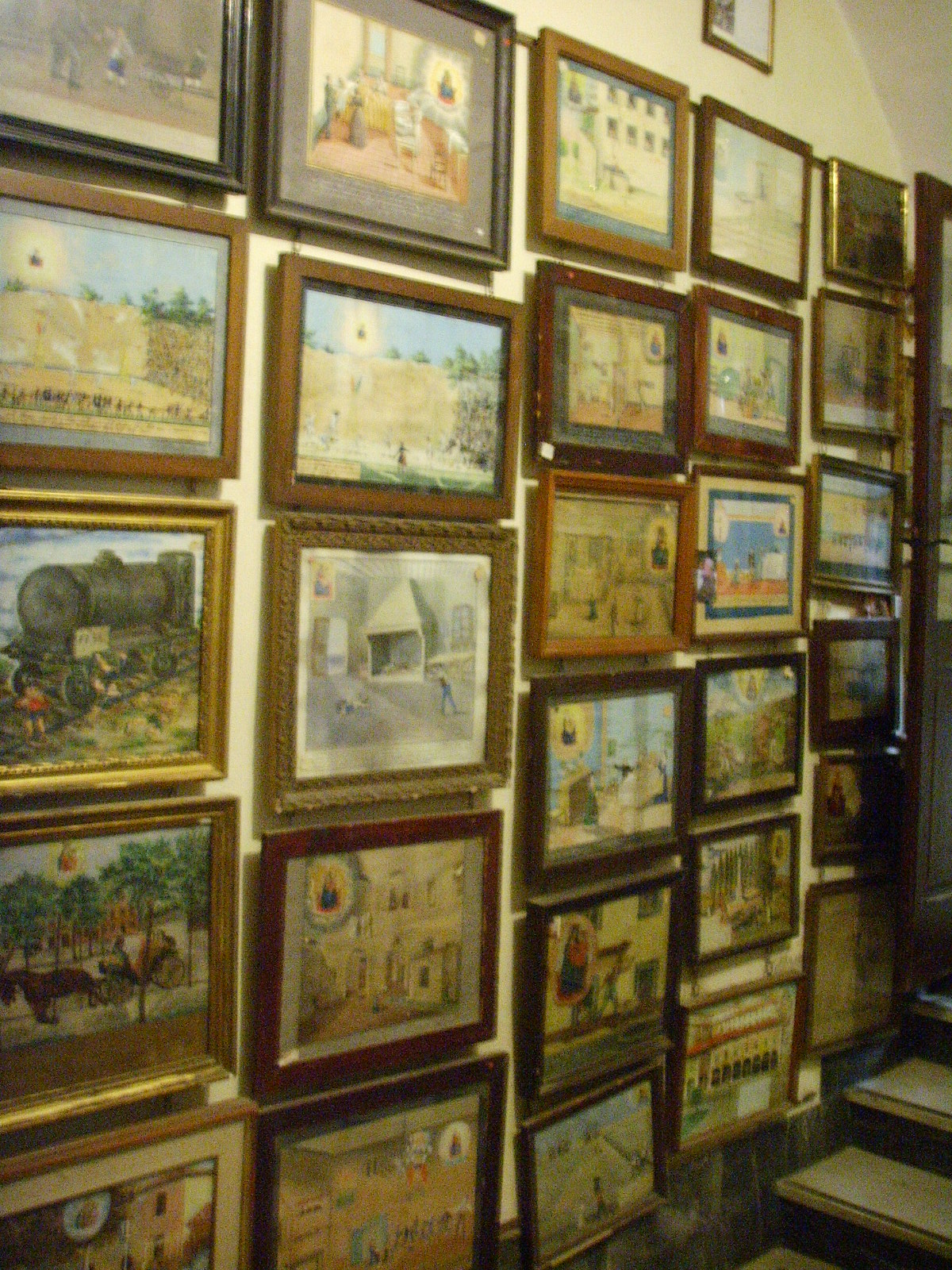
Les ex-votos.